# Tmesisternus humeralis
Tmesisternus humeralis là một loài bọ cánh cứng trong họ Cerambycidae.